# Liste der Monuments historiques in Marcilly-en-Bassigny
Die Liste der Monuments historiques in Marcilly-en-Bassigny führt die Monuments historiques in der französischen Gemeinde Marcilly-en-Bassigny auf.

## Liste der Immobilien
| Bezeichnung                   | Beschreibung            | Standort                    | Kennzeichnung | Schutzstatus | Datum | Bild           |
| ----------------------------- | ----------------------- | --------------------------- | ------------- | ------------ | ----- | -------------- |
| Zehntscheune                  | Portal, 17. Jahrhundert | 33 Rue du Patis (Lage)      | PA00079147    | Classé       | 1929  |                |
| Kapelle Notre-Dame-de-Presles | aus dem 12. Jahrhundert | südöstlich des Ortes (Lage) | PA00079145    | Classé       | 1909  | weitere Bilder |